# Fred Hoyle
Sir Fred Hoyle (1915. június 24. – 2001. augusztus 20.) angol kozmológus, matematikus-csillagász. Sci-fi regényeket, novellákat, tudományos műveket és rádióműsorokat is írt. Ő adta a „Nagy Bumm” (Big Bang) nevet az ősrobbanás elméletének, amit elutasított, mert az állandó állapotú Világegyetemben hitt.
Az ő vezetésével fogalmazta meg a csillagok nukleoszintézisének elméletét a Burbidge, Burbidge , Fowler és Hoyle (BBFH vagy B2FH) csoport  1957-ben. A három alfa folyamatot az ő gondolata alapján ismerték fel. Hoyle kérésére William Alfred Fowler kísérletileg megvizsgálta a C-12 keletkezésének lehetőségét.
A 20. század egyik legnagyobb hatású kozmológusaként kiszámította, hogyan alakulnak ki a (bórnál) nehezebb elemek a csillagokban.
Filozófiai okokból elégedetlen volt az ősrobbanás koncepciójával, ezért 1948-ban két munkatársával részletesen is kidolgozta az állandó állapotú világegyetem modelljét, amit eredetileg Albert Einstein fogalmazott meg 1930-ban. Elméletét azonban nem sikerült bizonyítékokkal alátámasztania, még a módosított, ún. quasi-steady state, vagyis „majdnem stacionárius állapotú” világegyetem elméletét sem (amit Roger Taylerrel dolgozott ki. A Hubble űrtávcső megfigyeléseiből azonban egyre több bizonyíték
 utal arra, hogy valóság a két elképzelés egyféle hibridje: a mi metagalaxisunk csak egyike azok sokaságának, és mindegyik egy-egy eredeti ősrobbanásban keletkezett, majd fekete lyukba zsugorodik. A Hubble űrtávcsővel végzett megfigyelések azt mutatják, hogy minden galaxis közepén van egy hatalmas fekete lyuk és ezek teremtik maguk körül a saját galaxisukat.
Pontos számításokkal 1966-ban kimutatta, hogyan használhatták fel Stonehenge építői az építmény külső körén ásott, úgynevezett Aubrey-gödröket a holdfogyatkozások előrejelzésére.

## Életrajza
- Cambridge-ben matematikát tanult
- 1939-ben a St John’s College tagjának választották
- 1939-ben feleségül vette Barbara Clarkot. Két gyermeke született, egy fiú és egy lány. Fia, Geoffrey Hoyle irodalmár lett; ebbéli minőségében atyja két regényének is szerzőtársa.

## Pályafutása
- A második világháborúban a haditengerészet számára a radar fejlesztésén dolgozott.
- 1953-ban felvetette a három alfa folyamat lehetőségét Fowlernek, amit kísérletileg igazoltak
- 1957 a magszintézis alapjainak lefektetése (B2FH: Synthesis of the Elements in Stars, Rewiev of Modern Physics)
- 1957-ben lett a Royal Society tagja
- 1964-ben George Gamow tanítványaitól (Ralph Alpher és Robert Hermann, 1948) eltérő megfontolásokból és módszerrel eljutott arra az eredményre, hogy lennie kell valamiféle kozmikus mikrohullámú háttérsugárzásnak, és ezt le is írta Roger Taylerrel közös dolgozatának első változatában, a cikket véglegesítve azonban ezt (Tayler bánatára) kihúzta a szövegből.
- 1972-ben ütötték lovaggá
- Megalapította a Cambridge-i Csillagászati Intézetet
- 1971-1973 között a Királyi Csillagászati Társaság elnöke volt.

## Tudományos ismeretterjesztő művei
- From Stonehenge to Modern Cosmology, 1973. Magyarul: Stonehenge-től a modern kozmológiáig. Magvető kiadó, Gyorsuló idő sorozat 1978, 166 old. ISBN 9632707567

## Magyarul
- A fekete felhő; ford. Kuczka Péter; Gondolat, Bp., 1969
- Osszián küldetése. Tudományos-fantasztikus regény; ford. Baranyi Gyula, életrajz, utószó Marx György; Kozmosz Könyvek, Bp., 1969 (Kozmosz fantasztikus könyvek)
- Fred Hoyle–Geoffrey Hoyleː Űrhajók a Göncölszekérben. Tudományos fantasztikus regény; ford. Kuczka Péter; Gondolat, Bp., 1971
- Stonehenge-től a modern kozmológiáig; ford. Kada Júlia; Magvető, Bp., 1978 (Gyorsuló idő)
- Fred Hoyle–John Elliotː Androméda. Tudományos fantasztikus regény; ford. Gálvölgyi Judit; Kozmosz Könyvek Bp., 1981 (Kozmosz fantasztikus könyvek)
- Fred Hoyle–Geoffrey Hoyleː Az űr legmélyén. Regény; ford. Békési József; Phoenix, Debrecen, 1993 (Science fiction & fantasy)